# Gaston Seigner
Gaston Marie Louis Seigner (Moulins-sur-Allier, 22 d'abril de 1878 - Mont Rouge, Bèlgica, 26 d'abril de 1918) va ser un genet que va competir a començaments del segle xx, i militar francès.
El 1912 va prendre part en els Jocs Olímpics d'Estocolm, on va disputar quatre de les cinc proves del programa d'hípica que es van disputar. Va guanyar la medalla de plata en la prova de salts d'obstacles per equips amb el cavall Cocotte. En el concurs complet individual fou catorzè i quart en el concurs complet per equips, amb el cavall Dignité. En la prova de doma clàssica fou desè, també amb el cavall Dignité.
Capità del 4t Regiment dels Dragons durant la Primera Guerra Mundial, morí en acció de guerra el 26 d'abril de 1918 al Mont Rouge, Bèlgica.